# Amtsgericht Belchatow
Das Amtsgericht Belchatow war ein deutsches Gericht der ordentlichen Gerichtsbarkeit im Bezirk des Landgerichtes Litzmannstadt mit Sitz in Belchatow.

## Geschichte
Das Landgericht Litzmannstadt mit Sitz in Lodz (damaliger Name: Litzmannstadt) wurde während der deutschen Besetzung Polens 1939 mit Erlass vom 26. November 1940 als Landgericht im Bezirk des  Oberlandesgerichtes Posen gebildet. In  Belchatow wurde das Amtsgericht Belchatow als eines von zehn Amtsgerichten dieses Landgerichts gebildet.
Nach Kriegsende 1945 wurde der Landgerichtsbezirk wieder unter polnische Verwaltung gestellt. Anstelle des Amtsgerichtes Belchatow wurde das Sąd Rejonowy w Bełchatowie bzw. 1950–1975: Sąd Powiatowy w Bełchatowie errichtet.